# Agàtocles de Milet
Agàtocles de Milet (en llatí Agathocles, en grec Ἀγαθοκλῆς) fou un escriptor grec d'època desconeguda i segurament nascut a Milet, que va escriure un llibre sobre rius, segons Plutarc.